# Fahrung

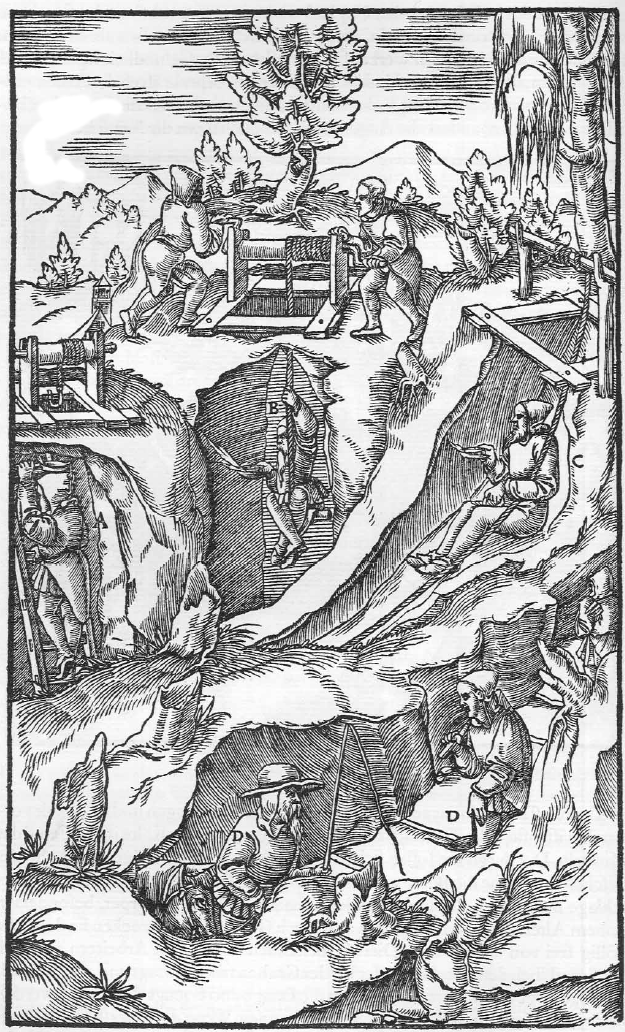
Verschiedene Arten der Fahrung in einer Darstellung aus dem Werk De Re Metallica Libri XII von Georgius Agricola, 1556: A) Ein Bergmann, der auf der Fahrt einfährt; B) Einer, der auf dem Knebel sitzt; C) Einer, der auf dem Leder einfährt; D) Auf Stufen, die im Gestein hergestellt sind, Einfahrende.

Als Fahrung, nicht zu verwechseln mit Befahrung, wird im Bergbau (im Gegensatz zur Förderung) jedwede Bewegung von Personen in einem Bergwerk unter Tage bezeichnet. Dabei ist es unerheblich, ob sich der Bergmann aufgrund seiner eigenen Muskelkraft, durch die Hangabtriebskraft oder unter Zuhilfenahme von Maschinen fortbewegt. Während der Fahrung in Grubenräumen, die nicht durch künstliches oder natürliches Licht erhellt werden, muss der Bergmann stets seine Grubenlampe eingeschaltet lassen.

## Grundlagen
Immer dann, wenn sich ein Bergmann unter Tage von einem Ort zum anderen fortbewegt, bezeichnet man das als Fahren. Auch wenn sich der Bergmann bis unter Tage begibt, nennt er diese Tätigkeit fahren. Die Bezeichnung wird entweder allein oder zur näheren Beschreibung des Vorgangs auch in Kombination mit anderen Bezeichnungen verwendet. So bezeichnet der Bergmann das Fahren von einem Ort zum anderen als „Hinfahren“. Wenn der Bergmann sich von über Tage bis unter Tage begibt, nennt man diesen Vorgang „Anfahren“ oder „Einfahren“. Bewegt er sich umgekehrt von unter Tage nach über Tage, so nennt man dieses „Ausfahren“. Wenn der Bergmann sich mit seiner eigenen Muskelkraft fortbewegt, so nennt man dieses „nicht-maschinelle Fahrung“. Nutzt er zur Fortbewegung Maschinenkraft in jedweder Form, so nennt man dieses „maschinelle Fahrung“. Aufgrund der Berggesetze war die Fahrung nur in bestimmten, dafür vorgesehen Grubenbauen, zulässig. Der Bewegung von Personen zu Fuß vorbehaltene Teile eines Grubenbaus bezeichnet man als Fahrwege. Aufgrund der im Laufe der Jahre immer größer werdenden Grubengebäude nimmt die Fahrung der Bergleute bis zu ihren Arbeitsplätzen vor Ort immer mehr Zeit in Anspruch. So benötigte ein Bergmann in der zweiten Hälfte der 1970er Jahre für die tägliche Fahrung bis zu 100 Minuten seiner Arbeitszeit.

## Nicht-maschinelle Fahrung
Die Fahrung mittels eigener Muskelkraft kann auf verschiedene Arten erfolgen. Je nach Örtlichkeit, klimatischen Bedingungen bei der Fahrung, Dauer der Belastung und körperlicher Leistungsfähigkeit, werden die Bergleute bei der Fahrung körperlich mehr oder weniger stark belastet. Die erste Form der Fahrung mittels eigener Muskelkraft ist das aufrechte Gehen in söhligen Grubenbauen. Das Fahren in söhligen Strecken oder Stollen ist körperlich die am wenigsten anstrengende Form der Fahrung. Voraussetzung ist dabei jedoch, dass diese Grubenbaue keine Engstellen haben und nicht sehr niedrig sind. Hier muss der Bergmann durch die Grubenbaue, wie z. B. Strossenfirsten kriechen. Auch diese Form der Fortbewegung bezeichnet man im Bergbau als Fahrung. Zum Schutz der Kleidung bei dieser Fahrung durch niedrige Grubenbaue tragen Bergleute – auch heute noch – vor dem Gesäß das Fahrleder. Es gibt Grubenbaue, die so niedrig sind, dass der Bergmann sich nur im Liegen fortbewegen kann. Für die Fahrung im Liegen benutzt der Bergmann dann längliche Bretter, die als Fahrbretter bezeichnet werden. Eine große Belastung für den Körper ist die Fahrung in Streben mit geringer Mächtigkeit, zumal diese bis zu 15,5 % der täglichen Arbeitszeit ausmacht. Zur Überwindung von Höhenunterschieden ohne maschinelle Unterstützung bedient sich der Bergmann einer Fahrt. Damit Bergleute in Grubenbauen, in denen Gleise verlegt sind, schneller von einem Ort zum anderen kommen können, werden auf den Bergwerken Grubenfahrräder eingesetzt.

## Maschinelle Fahrung
Bei großräumig ausgedehnten Grubenfeldern ist die Fahrung mittels eigener Muskelkraft fast unmöglich, hier müssen zusätzliche maschinelle Personenbeförderungssysteme vorhanden sein. Durch die maschinelle Fahrung können die Fahrungszeiten, insbesondere bei langen Wegen, erheblich reduziert werden. Für die maschinelle Fahrung stehen dem Bergmann mehrere Maschinen zur Verfügung. Um mehrere Bergleute zu ihren weit entfernten Arbeitsplätzen zu befördern oder um sie am Schichtende wieder zum Schacht zu befördern, werden in den Hauptstrecken Personenzüge eingesetzt. Ebenfalls zur maschinellen Fahrung werden Einschienenhängebahnen genutzt. Werden zur Fahrung Gurtförderer benutzt, spricht man von Bandfahrung. Die Beförderung von Personen in Schächten auf dem Förderkorb mittels Fördermaschine heißt Seilfahrt. Hierbei wird in der Regel dieselbe Förderanlage genutzt, die ansonsten für die Schachtförderung verwendet wird. Eine andere mechanische Einrichtung zur Fahrung in Schächten ist die Fahrkunst.

## Einfahren und Ausfahren
Das Einfahren und Ausfahren kann der Bergmann, je nach örtlicher Ausstattung, auf unterschiedliche Art und Weise durchführen. Dabei ist man bestrebt, dass das Ein- und Ausfahren für die Bergleute so vonstattengeht, dass die Bergleute hierbei möglichst nicht ermüden und dass die Zeit für das Ein- und Ausfahren möglichst kurz ist. Bei Stollenbergwerken fährt der Bergmann über das Stollenmundloch in das Bergwerk ein und verlässt den Stollen bei der Ausfahrt wiederum über das Stollenmundloch. Erfolgt die Ein- bzw. Ausfahrt über eine geneigte Strecke, so werden für die Fahrung entweder Treppen aus Holz oder steinerne Treppenstufen, die in das Liegende geschlagen wurden, verwendet. Bei stark geneigten Strecken verwendet man entweder Steigbäume oder Fahrten. Bei geneigten Grubenbauen, die eine Neigung von bis zu 45 Gon haben, werden für die Einfahrt spezielle Rutschen verwendet, auf denen der Fahrende in das Grubengebäude hinein rutscht. Werden für die Fahrung Schächte verwendet, so kommt es darauf an, ob der Schacht tonnlägig oder seiger ist. Bei tonnlägigen Schächten wurden für die Fahrung Fahrten verwendet. Bei seigeren Schächten wurden früher ebenfalls Fahrten für die Fahrung verwendet. Allerdings ist das Ein- und Ausfahren über Fahrten sehr mühsam und auch sehr zeitaufwändig. So benötigt ein Bergmann für die Einfahrt mittels Fahrten in einen 500 Meter tiefen Schacht rund 44 Minuten. Für die Ausfahrt benötigt er rund eine Stunde und 20 Minuten. Die Nutzung der Fahrkunst bringt zum einen für die Bergleute eine spürbare Erleichterung und zum anderen eine große Zeitersparnis. Während sich die Zeit für die Einfahrt nur um etwa fünf Prozent verringert, reduziert sich die Zeit für das Ausfahren auf über die Hälfte. Die geringste Anstrengung und die kürzeste Zeit für die Ein- und Ausfahrt wird mit der Fahrung am Seil, der Seilfahrung, erreicht.